# تانيا فري
تانيا فري هي لاعبة كرلنغ سويسرية، ولدت في 31 مايو 1972 في برن في سويسرا.

## وصلات خارجية
- تانيا فري على موقع الاتحاد الدولي للكرلنغ (الإنجليزية)
- تانيا فري على موقع أوليمبيديا (الإنجليزية)